# Spartak-Arktikbank Archangielsk
Spartak-Arktikbank Archangielsk (ros. Футбольный клуб «Спартак-Арктикбанк» Архангельск, Futbolnyj Kłub "Spartak-Arktikbank" Archangielsk) – rosyjski klub piłkarski z siedzibą w Archangielsku.

## Historia
Chronologia nazw:
- 1993—...: Spartak-Arktikbank Archangielsk (ros. «Спартак-Арктикбанк» Архангельск)

Piłkarski klub Spartak-Arktikbank został założony w 1993 w mieście Archangielsk.
W tym że roku klub debiutował w Drugiej Lidze, grupie 5, gdzie zajął przedostatnie 15 miejsce i został pozbawiony statusu klubu profesjonalnego.
Następnie uczestniczyła w rozgrywkach lokalnych.

## Sukcesy
- 15 miejsce w Rosyjskiej Drugiej Lidze, grupie 5:

1993

## Inne
- Chimik Koriażma
- Stroitiel Siewierodwińsk